# Louis Toebosch
Louis Christiaan Toebosch (Maastricht, 18 maart 1916 – Tilburg, 22 mei 2009) was een Nederlands componist, muziekpedagoog en organist.

## Familie
Hij was zoon van Petronella Maria (Nelly Maria) van de Werdt en boekhouder Theodorus Johannes Gabriel Toebosch. Hijzelf was getrouwd met May Rubens (1913-1988). Dochter Moniek Toebosch was performance-kunstenares. Een andere dochter Marleen Toebosch was (blok)fluitiste en muzieklerares in Tilburg, Eindhoven, Nijmegen en aan het Conservatorium Tilburg; Marleens dochter is componiste Mayke Nas.

## Levensloop
Al in zijn jonge jaren kreeg hij zijn eerste muzieklessen van Benoit Franssen, toen koordirigent van de Sint-Servaasbasiliek te Maastricht en hij kreeg verder pianoles van Alphons Crolla. Zijn studie deed hij aan de RK Kerkmuziekschool St. Caecilia - thans Nederlands Instituut voor Kerkmuziek - te Utrecht, waar hij bij Hendrik Andriessen orgel en bij Phons Dusch piano studeerde. Na een jaar ging hij naar het Conservatoire Royal in Luik om zijn orgelstudie voort te zetten bij Charles Hens, een virtuoos in de romantische literatuur en met een voorkeur voor Bachs orgelmuziek. Gedurende zijn studies ontwikkelde hij zich al tot een groot concertorganist en orgelimprovisator. Voor zijn eindexamen speelde hij een eigen compositie, Triptique pour Orgue, en hij verwierf daarmee een gouden medaille. Maar ook voor de andere vakken haalde hij hoge cijfers met onderscheidingen. Intussen had hij zijn privéstudies voor orkestdirectie bij Henri Hermans, toen dirigent van het Stedelijk Orkest, aan het Muzieklyceum in Maastricht afgerond.
Van 1936 tot 1940 was hij dirigent van het koor van de St. Lambertuskerk in Maastricht. Van 1940 tot 1965 was hij organist en koordirigent aan de Sacramentskerk te Breda. In deze tijd verwierf hij grote bekendheid in binnen- en buitenland met zijn stijlvolle interpretaties van werken van de klassiek-polyfone meesters als Josquin Desprez, Lassus en Palestrina. In 1953 richtte hij het kamerkoor Orlando di Lasso op, waarmee hij uitsluitend a capella-werken uitvoerde.
Van 1946 tot 1950 was hij ook dirigent van het Tilburgs Symfonie Orkest. Verder doceerde hij van 1951 tot 1965 muziektheorie, koordirectie en orgel aan het Conservatorium Maastricht en het Fontys Conservatorium in Tilburg. Het Brabants Conservatorium benoemde hem in 1965 tot directeur. In zijn periode als directeur heeft hij zich ervoor ingezet dat de eigentijdse muziek meer aandacht zou krijgen in de opleidingsmethoden. In 1974 legde hij zijn directeursfunctie neer. Sindsdien wijdde hij zich uitsluitend aan zijn concertpraktijk als organist en aan het componeren. In 1969 werd hij tot Ridder in de Orde van Oranje-Nassau benoemd onder andere wegens zijn grote verdiensten voor het Brabants Conservatorium.
Toebosch verkreeg internationale bekendheid als virtuoos en improvisator. Het is niet verwonderlijk dat hij het eerste internationale orgelimprovisatieconcours te Haarlem leidde. In 1977 kende de Sociéte Arts-Sciences-Lettres in Parijs hem de zilveren medaille toe voor zijn vele interpretaties en uitvoeringen van Franse orgelmuziek.
Zijn oeuvre omvat rond 200 werken (orkestwerken, werken voor harmonie- en fanfareorkest, kamermuziek, maar bijzonder veel koor- en orgelmuziek).

## Composities

### Werken voor orkest
- 1938-1939 Suite nr. 1 opus 14, uit de toneelmuziek bij Pieta van Jacques Schreurs
  1. Sinfonia (Ouverture)
  2. Improvisazione
  3. Danza
  4. Marcia burlesca e finale
- 1947-1948 Suite no. 2 (Breda-suite) opus 30
  1. Intrada
  2. Passacaglia
  3. Marcia
  4. Ricercare per due cori
  5. Fuga
- 1955 Carnavalsige-ouverture opus 52
  1. Largo
  2. Allegro-vivace
- 1955 Psalm 131 voor mannenkoor en orkest, opus 53 - tekst: Gabriël Smit
- 1956 Concertante ouverture opus 56
- 1957 Cantatorium carnevale voor tenor- en baritonsolo met orkest, opus 62
  1. Ouverture
  2. Recitativo-Aria
  3. Mesopotamische galop
- 1957 Sinfonietta voor mannenkoor en orkest, opus 65
  1. Vivace (Eens meienmorgens vroe) tekst: Hertog Jan I van Brabant
  2. Ballade (Alleen ben ik) tekst: Christine de Pisan
  3. Scherzo (Karel, Karel tsiep tsiep tsiep)
  4. Rondo (Adieu mijn troost, mijn liefste reine)
- 1957 Variaties voor orkest opus 68
- 1958 Adagio e allegro
- 1960 Feestelijke ouverture opus 74
- 1961 Sinfonietta no. 2 opus 78
  1. Allegro
  2. Adagio
  3. Allegro (Scherzando)
  4. Fuga (Vivace)
- 1963 Philippica moderata opus 88 voor alt, bariton, gemengd koor (SATB) en orkest - tekst: Bertus Aafjes
- 1966 Agena Divertimento per orchestra - Ballet - opus 96
  1. Rythmos I
  2. Chroma
  3. Rythmos II
- 1983 Concerto voor elektronisch orgel en orkest, opus 125
  1. Allegro moderato
  2. Variazione
  3. Ritornello
- 1994 Canticum europaeum voor sopraansolo, baritonsolo, gemengd koor en orkest (of orgel), opus 152 - Tekst uit verschillende Vitae (levensbeschrijvingen van heiligen) in Kerklatijn
  1. Pars orientalis
  2. Pars occidentalis
- 1995 Brabants landschap voor orkest en jeugdkoor, opus 158

### Werken voor harmonie- en fanfareorkest
- 1952 Psalm 37, voor 4 st. mannenkoor, blazers, slagwerk, opus 41 - tekst: Gabriël Smit
- 1962 Inleiding, thema en variaties over "Waar in het bronsgroen eikenhout", voor harmonieorkest, op. 81
- 1972 Eufonie, voor harmonieorkest, opus 103
  1. Allegro risoluto
  2. Improvisatie (Andante)
  3. Allegro
- 1974 De Koning van Frankrijk en de stad Maestricht, voor gemengd koor en harmonieorkest, opus 107 - tekst: Onbekende dichter uit 1673
- 1980 Triptiek, voor fanfareorkest, opus 118
  1. Fantasia
  2. Passacaglia
  3. Ricercare
- 1981 Partita da chiesa, voor harmonieorkest, opus 121
  1. Preludio
  2. Interludio primo-Corale con variazioni
  3. Interludio secondo
  4. Postludio
- 1984 Wind music, voor harmonieorkest, opus 123
  1. Allegro moderato
  2. Variaties
  3. Allegro
- 1984-1985 16 - '85, voor fanfareorkest, opus 131
  1. Adagio
  2. Allegro aperto
- 1990 Carnavalsige ouverture, voor harmonieorkest, opus 52
- 1999 Tema con variazione

### Geestelijke muziek (motetten, cantates) en missen
- 1940 Da pacem Domine voor 6-st. gemengd koor (SATTBrB) a capella, opus 16 (Latijn)
- 1941 Hodie, Christus natus est, voor 5-st. gemengd koor (SATBrB) en orgel ad libitum, opus 22
- 1942-1947 Tien Oud-Nederlandse kerstliederen voor gemengd koor a capella, opus 24a
  1. Nu sijt willekome
  2. De boodschap van Maria
  3. Ons is gheboren een kindekijn
  4. Nu sijt willekome
  5. Het was een maghet uijtvercoren
  6. Het viel een hemelsdauwe
  7. Een kint gheboren in Bethlehem
  8. In dulci jubilo
  9. Maria die soude ...
  10. Hij is van eender Maghet gheboren
- 1945/1946 Nu sijt willekome voor gemengd koor
- 1949 Missa super Ave Maria voor gemengd koor (SATB)
- 1952 Psalm XXVI opus 44 voor gemengd koor (SATB) a capella - tekst: Gabriël Smit
- 1955 Negen lofgezangen voor tweestemmig vrouwenkoor (SA) of jongerenkoor en orgel
  1. Panis angelicus
  2. Ave verum
  3. Ave Maria
  4. O serenissima virgo
  5. Beatum me dicent
  6. Hymne: Jesu corona virginum
  7. Maria mater gratiae
  8. Tantum ergo
  9. Maria liedje - tekst: P.P. Schmitt
- 1958 Te Deum opus 70a voor gemengd koor (SATB) en orgel
- 1959 Kerstcantate voor sopraansolo, mannenkoor en orkest, opus 73
  1. Synfonia
  2. Maria (tekst: Elisabeth Eybers)
  3. Ik zing u van den herder Jan (tekst: Gabriël Smit)
  4. Een lied naar waarheid (tekst: Bertus Aafjes)
- 1961 Psalm CXXVI voor koor en orkest, opus LXXVII
- 1962 Missa duodecim apostolorum voor vier gemengde stemmen en orgel, opus 85
- 1967 Missa ultima opus 97b voor mannenkoor, samenzang en orgel
- 1978 Uit psalm 25 vs. 1. 4-5b. 6-10. 14 voor gemengd koor en orgel, opus 113a
- 1981 De vier seizoenen Kantatorium voor sopraan- en baritonsolo, gemengd koor en orkest, opus 119 - tekst: Fokkelien Oosterwijk
- 1982 Cantata alfabetica voor (kamer)koor en (klein) orgel met opt. pedaal, opus 122
  1. Cantilena
  2. Fuga
  3. Ritornello
  4. Corale
- 1984 Psalm CXXVI (Wil God uw huis niet bouwen) opus 130, voor vierstemmig gemengd koor en orgel
- 1988 Kerstvigilie voor gemengd koor - tekst: Jacques Schreurs
- Op U mijn God is mijn vertrouwen, voor sopraan, alt, bas, gemengd koor en orgel

### Koormuziek
- 1940 Schlaf wohl - op een originele melodie van Karl Neunert, opus 19b - tekst: Christan Friedrich Daniel Schubart
- 1944 Diogenes, voor gemengd koor (SATB) en piano, opus 25 - tekst: W.G. van Focquenbroch
- 1946 Hemelsche Coninghinne voor gemengd koor a capella
- 1948 Daar kom die wa, voor gemengd koor (Afrikaans), op. 31a
- 1951 Quod libet
- 1952/1988 Triangel opus 43, voor 4-st. mannenkoor a capella
  1. Wolken
  2. En rade
  3. Arne Borg
- 1957 Drie liederen opus 63a voor 4-st. gemengd koor
  1. De zoete tijd komt aan
  2. Boer en snijder
  3. Daar gingen twee gespeelkens goed
- 1962 Diablerie opus 82a voor gemengd koor - tekst: Pierre Kemp
- 1962 Bome voor gemengd koor (SATB) opus 83 - tekst: Elisabeth Eybers (Afrikaans)
- 1965 Arne Borg uit "Sine Nomine" voor gemengd koor (SATB) a capella, opus 93
- 1978 Vijf Sint Maartenliedjes voor gemengd koor
- 1987 Jeldican en het woord voor vrouwenkoor a capella
- 1988 Huldegedicht aan Singer opus 143, voor gemengd koor en orkest - tekst: Paul van Ostaijen
- 1989 Nacht opus 145, voor driestemmig vrouwenkoor
- 1989 Met hartelijke groeten opus 146, voor alt, gemengd koor en saxofoonkwartet
  1. Uit het roomse Rome
  2. Uit het andere Rome
  3. Uit zomaar een parador
  4. Uit het stille seminario
- 1990 De twaalf maanden opus 147, voor gemengd koor en strijkkwartet
- 2001 Huldegedicht aan Singer opus 177, voor gemengd koor - tekst: Paul van Ostaijen
- 2003 Drie gedichten van Paul van Ostaijen opus 182, voor gemengd koor
- Sonder Vra, voor gemengd koor, op. 26c
- Adieu, Reyn Bloemken, Rosiere, voor gemengd koor, op. 87
- Den Vaderlandt Ghetrouwe (gemengd koor SATB met hobo-begeleiding) opus 91 - tekst: Wilhelmus volkslied
- Der Koning van Frankrijk en de stad Maastricht, voor gemengd koor, op. 107a
- Asta Nielsen, voor gemengd koor, op. 140
- Eens een begin, voor gemengd koor, op. 143b - tekst: Johan Nestora
- Laatste wil van Alexander, voor gemengd koor, op. 163

### Kamermuziek
- 1953 Thema met variaties op het lied van Hertog Jan (van Brabant) voor alt-, tenor- en baritonsaxofoon, opus 42
- 1959 Sarabande en allegro opus 71 voor blazerskwintet
- 1968 Mayetmâr per clavicembalo, flauto dolce e flauto opus 99
  1. Improvisatie
  2. Variaties
  3. Rondo
- 1969 Altvioolsolo, Toccata, Aria e Finale, opus 102
- 1974 The King's quartet - In memoriam Martin Luther King - opus 100, voor twee violen, altviool en cello
- 1974 Cellosolo, opus 102a
- 1977 Variaties voor euphonium en piano
- 1981 Allegro voor koperblazers voor drie trompetten, twee hoorns en een trombone
- 1989 Vita Mobile  - viool en piano, opus 144
- 1991 Trio voor Trio, voor strijktrio, opus 149
- 1991 Trois positions pour piano, opus 150
- 1997 Kassel '97 Documenta X voor klarinet, altsaxofoon, trombone, accordeon en piano
- 2000 De Profundis - bas-sax, opus 171
- 2000 Anti Thesen (introvert-Extravert), piano, opus 172
- 2001 Wandeling - clarinet en piano, opus 175
- 2001 Hoes buitje - piano, opus 175a
- 2001 Jeu de Boules - pianosolo, opus 176
- 2001 Intro-Canto-Fine - althobo en bassax, opus 177
- 2001 Deux flutes - fluit + altfluit, opus 178
- 2001 Basso continuo - klavecimbel of piano, opus 178a
- 2001 Bajon Passion - bajon, opus 180
- 2003 Kwartet no. 2 - voor strijkkwartet, opus 181
- 2003 Rijke armoede van de trekharmonica, opus 184
- 2004 4Mains - piano, opus 185
- 2004 Gewoon laag - contrabas, opus 187

### Werken voor orgel
- 1938 Improvisazione opus 12c
- 1939/1980 Triptyque opus 15
  1. Prélude
  2. Adagio
  3. Final
- 1941 Allegro
- 1954 Praeludium et fuga super Te Deum laudamus opus 50
- 1956 Fantasie en fuga opus 57
- 1962 Twee postludia opus 84a und 84b
- 1967 Changements voor orgel en orkest, opus 98
- 1972 Ommimeloog per flauto dolce [soprano] e organo, opus 104
- 1973 Toccana per organo, opus 106
- 1974-1975 Rondeau reconstructie
- 1975 Orgelspiegel opus 109
  1. Mosso
  2. Andante
  3. Vivo
  4. Maestoso-Allegro moderato
  5. Tempo guisto
  6. Dialoog
- 1977 Bilingua voor sopraanblokfluit en orgel of klavecimbel opus 112
- 1979/1989 Canzone opus 114f
- 1981 Prélude, Air varié, Final voor beiaard, opus 120
- 1982 Cantata alfabetica voor (kamer-)koor en (kleine) orgel met opt. pedaal, opus 122
  1. Cantilena
  2. Fuga
  3. Ritornello
  4. Corale
- 1984 Triptiek voor Beiaard, opus 127
- 1984 Postludium - Passacaille over Gij zijt voorbijgegaan opus 128
- 1985/1987 Resistance opus 134
- 1986 Three movements voor elektrisch orgel, opus 135
  1. Allegro
  2. Adagio
  3. Allegro aperto
- 1987 Fantasia super "Alleluia, beatus vir Sanctus Martinus" opus 141
- 1987-1988 Ave Regina caelorum opus 142 voor gemengd koor en orgel
- 1990-1991 Dialogues voor orgel en beiaard (Carillon), opus 148
- 1994 Suite Gregorienne opus 154
  1. Prélude
  2. Offertoire
  3. Sortie
- 1994 Dominica pentecostes Pinksterzondag - voor orgel, opus 156
  1. Introitus
  2. Sequentia
  3. Communio
- 1996-1997 Autres pensées opus 165
- 1998 Meditazione - communio - Pascha nostrum opus 169 gebaseerd op een gregoriaanse melodie uit het Graduale Triplex
- 2000 Tweespraak (Dialogue) voor twee orgels (een groot en een klein) opus 170
  1. Gaio
  2. Recitatief
  3. Andante
  4. Andante
  5. Deciso
- 2003 Kringloop - Pour Maurice - voor klein of groot orgel, opus 183

## Prijzen en onderscheidingen
- 1951 Eerste prijs Internationaal Orgelconcours Haarlem
- 1962 Provinciale Prijs voor Schone Kunsten van Noord-Brabant
- 1965 Ridder in de Orde van de H. Gregorius wegens grote verdiensten voor de katholieke kerkmuziek
- 1966 Sem Dresdenprijs, voor Philippica moderato voor koor, solisten en orkest
- 1965 Ridder in de Orde van Oranje-Nassau wegens grote verdiensten voor het Brabants Conservatorium
- 1969 Nassau-Breda-prijs van de stad Breda
- 1977 Onderscheiding van de Société Arts-Scienses-Lettres in Parijs; zilveren medaille
- 1981 Zilveren Legpenning van de gemeente Tilburg
- 1986 Cultuurprijs van de Provincie Noord-Brabant